# Tagebuchliteratur
Tagebuchliteratur ist Literatur, die sich auf echte oder fiktionale Tagebücher stützt. Die ursprüngliche Form des Tagebuches ist das private Tagebuch. Hiervon entfremdet sind zur Veröffentlichung bestimmte Tagebücher. Die Instrumentalisierung des fiktionalen Tagebuches kulminiert im Tagebuchroman, der wegen seiner Unmittelbarkeitsfiktion dem Briefroman vergleichbar ist.

## Beispiele

### Privattagebuch
- Tagebuch der Anne Frank (Anne Frank)
- Das denkende Herz der Baracke (Etty Hillesum)
- Das Rote Buch (C. G. Jung)
- Die Menschheit hat den Verstand verloren. Tagebücher 1939–1945 (Astrid Lindgren)
- Notabene 45 (Erich Kästner)
- Klostertagebuch. Ein Augenblick birgt 1000 Erleben (François Maher Presley). in-Cultura.com, Hamburg 2013, ISBN 978-3-930727-28-5.

### Tagebuchroman
- Werktagebuch – Frühe Dichtung und Prosa (François Maher Presley). in-Cultura.com, Hamburg 2012, ISBN 978-3-930727-23-0
- Berts Katastrophen (Sören Olsson und Anders Jacobsson)
- Robinson Crusoe (Daniel Defoe)
- Dracula (Bram Stoker)
- Tagebuch der Selma Ottilia Lovisa Lagerlöf (Selma Lagerlöf)
- Jakob von Gunten (Robert Walser)
- Stiller (Max Frisch)
- Die Wand (Marlen Haushofer)
- Jahrestage (Uwe Johnson)
- Die Turner-Tagebücher (William L. Pierce unter dem Pseudonym Andrew Macdonald)
- Bridget Jones’s Diary (Helen Fielding)
- Das Tagebuch der Ellen Rimbauer (Ridley Pearson unter dem Pseudonym Joyce Reardon)
- Die ligurische Braut (Hannes Anderer)
- Pilgerreise (Michael Stauffer)
- Ein Baum wächst übers Dach (Isabella Nadolny)
- Der Tod eines Bienenzüchters (Lars Gustafsson)
- Wie Ihr wollt (Inger-Maria Mahlke)